# Sebastián Emiliano Fierro
Sebastián Emiliano Fierro (Nuevo Laredo, Tamaulipas; 17 de agosto de 2001) es un futbolista mexicano, juega como pivote o medio centro y su equipo actual es el Mazatlán Fútbol Club de la Primera División de México.

## Inicios
Canterano de los Rojinegros del Atlas, solo jugaría pocos partidos en la sub-13. Posteriormente pasa a las fuerzas básicas del Rebaño Sagrado sin llegar a debutar en primera división, y manteniéndose en la tercera división del equipo así como en la sub-17 y sub-20.

### Tigres de la UANL
Para el año 2021 llega con los Felinos iniciando primero en la sub-20.
Hace su debut el 30 de abril del 2023 arrancando de titular en la última jornada del Torneo Clausura 2023 en una derrota de su equipo frente al Club León por 3-0 a favor de los Esmeraldas.

### Club León
Llegando el año 2025, es anunciado como el tercer refuerzo del equipo de los Panzas Verdes para el Torneo Clausura 2025.

## Palmarés

### Títulos nacionales
| Título                     | Club        | País   | Año  |
| -------------------------- | ----------- | ------ | ---- |
| Primera División de México | Tigres UANL | México | 2023 |
| Campeón de Campeones       | Tigres UANL | México | 2023 |